# Брно (автодром)
Автодром імені Масарика в Брно (чеськ. Masarykův okruh) — найсучасніший і найбільший автомотодром в Чехії, розташований біля міста Брно. Тут відбувається єдиний у Східній Європі етап чемпіонату світу з шосейно-кільцевих мотоперегонів MotoGP. Названий на честь першого президента Чехословаччини Томаша Масарика. 

## Історія
На зорі автоспорту перегони в Брно проводилися вулицями в західній частині міста та через села, що розкинулися біля міста.
І в 1930 році вулична траса в Брно прийняла перший Гран-Прі Чехословаччини (попередника Формули-1 і найпрестижніші на той час автомобільні змагання).
А нинішня траса була побудована у другій половині 80-х років. На автодромі в основному проводяться мотоперегони, в тому числі Гран-Прі Чехії в класі MotoGP.
[[Світовий Супербайк]] (WSBK) також проводить тут свої змагання.
Свої змагання на трасі проводить і Ferrari.
У 2004 і 2005 роках тут проходили етапи ДТМ, а WTCC і FIA GT проводять свої перегони до сьогодні. 2006 року тут пройшов другий етап другого сезону A1 Grand Prix.
При довжині траси 5 403 метри, а ширина траси — 15 м при наявності 14-ти поворотів, а перепад висот досягає 74-х метрів. Автодром вміщує 55 мотоциклів або 40 автомобілів.

## Рекорди траси
| Рік              | Спортсмен                           | Авто/мотоцикл      | Час      |
| ---------------- | ----------------------------------- | ------------------ | -------- |
| Неофіційни час   |                                     |                    |          |
| 2010             | Жером Д'амброзіо                    | Renault F1         | 1:34,700 |
| 2002             | Девід Култхард                      | Формула 1          | 1:36,77  |
| 2008             | Ян Хароуз                           | LMP1 Aston Martin  | 1:43,719 |
| FIA GT           |                                     |                    |          |
| Клас GT1         |                                     |                    |          |
| 2008             | Марсель Фьослер Жан-Деніс Делетранс | Corvette Z06       | 1:53.106 |
| Клас GT2         |                                     |                    |          |
| 2008             | Емануель Колар Річард Вестбрук      | Porsche 911 GT3 RS | 1:58,193 |
| Кільцеві Гонки   |                                     |                    |          |
| Супер 2000       |                                     |                    |          |
| 2008             | Фелікс Портейро                     | BMW 320si          | 2:10,108 |
| 2009             | Штефан Мюкке                        | DTM                | 1:48,601 |
| Офіційний рекорд |                                     |                    |          |
| 2010             | Лука Філіппі                        | Formule AutoGP     | 1:43,260 |
| Мотоцикли        |                                     |                    |          |
| Клас 125cc       |                                     |                    |          |
| 2003             | Лючіо Чекінелло                     | Aprilia            | 2:07,836 |
| Клас Moto3       |                                     |                    |          |
| 2012             | Луї Салом                           | Kalex KTM          | 2:09,659 |
| Клас 250cc       |                                     |                    |          |
| 2007             | Хорхе Лоренцо                       | Aprilia            | 2:02,299 |
| Клас Moto2       |                                     |                    |          |
| 2011             | Андреа Іаноне                       | Suter              | 2:02,640 |
| Клас 500cc       |                                     |                    |          |
| 2001             | Валентіно Россі                     | Honda              | 2:01,461 |
| Клас MotoGP      |                                     |                    |          |
| 2012             | Хорхе Лоренцо                       | Yamaha             | 1:56,274 |
| Супербайк        |                                     |                    |          |
| 2010             | Кел Кратчлоу                        | Yamaha             | 1:58,018 |